# Evangelische Kirche Valdorf

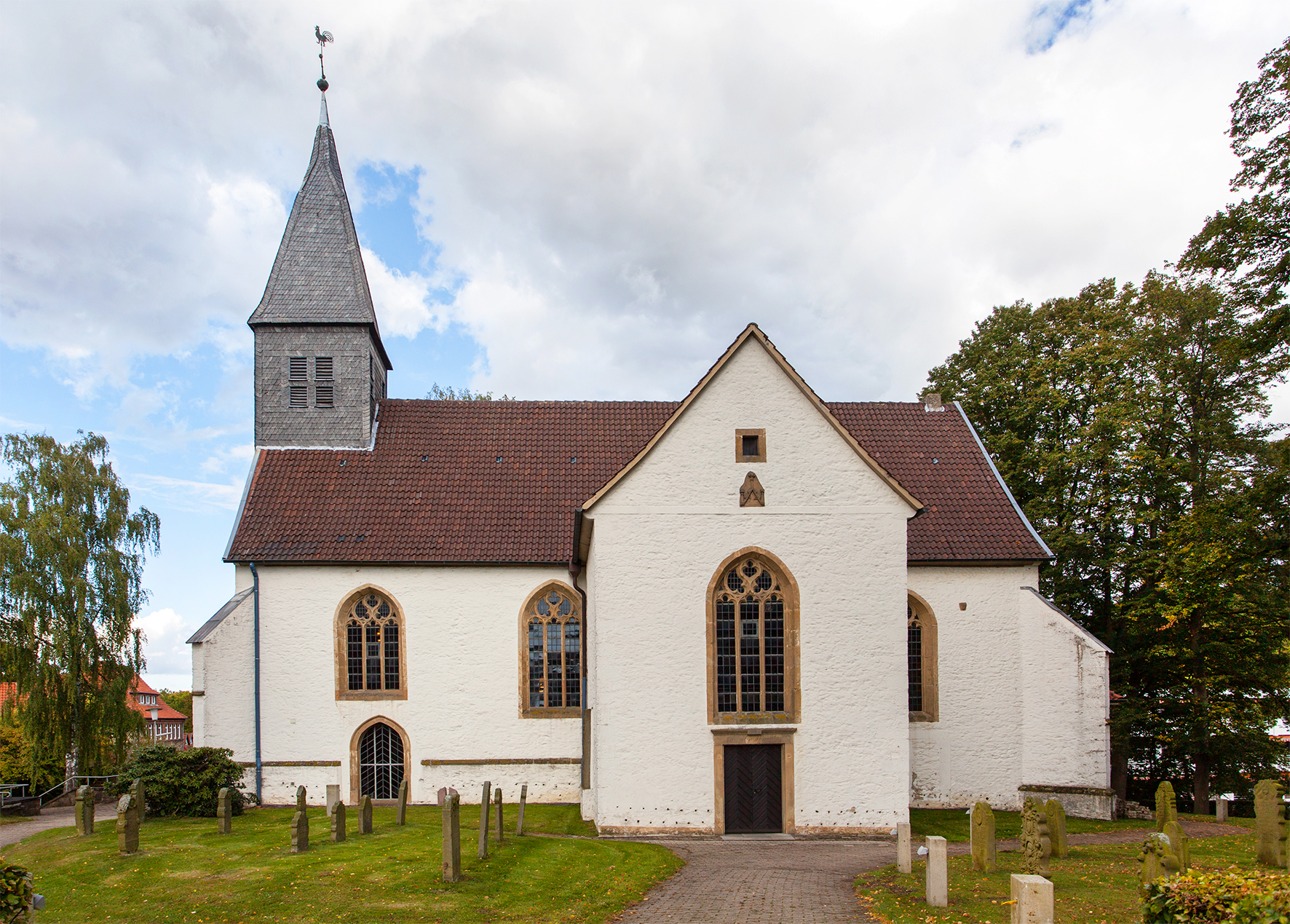
Die evangelische Kirche zu Valdorf, Südseite

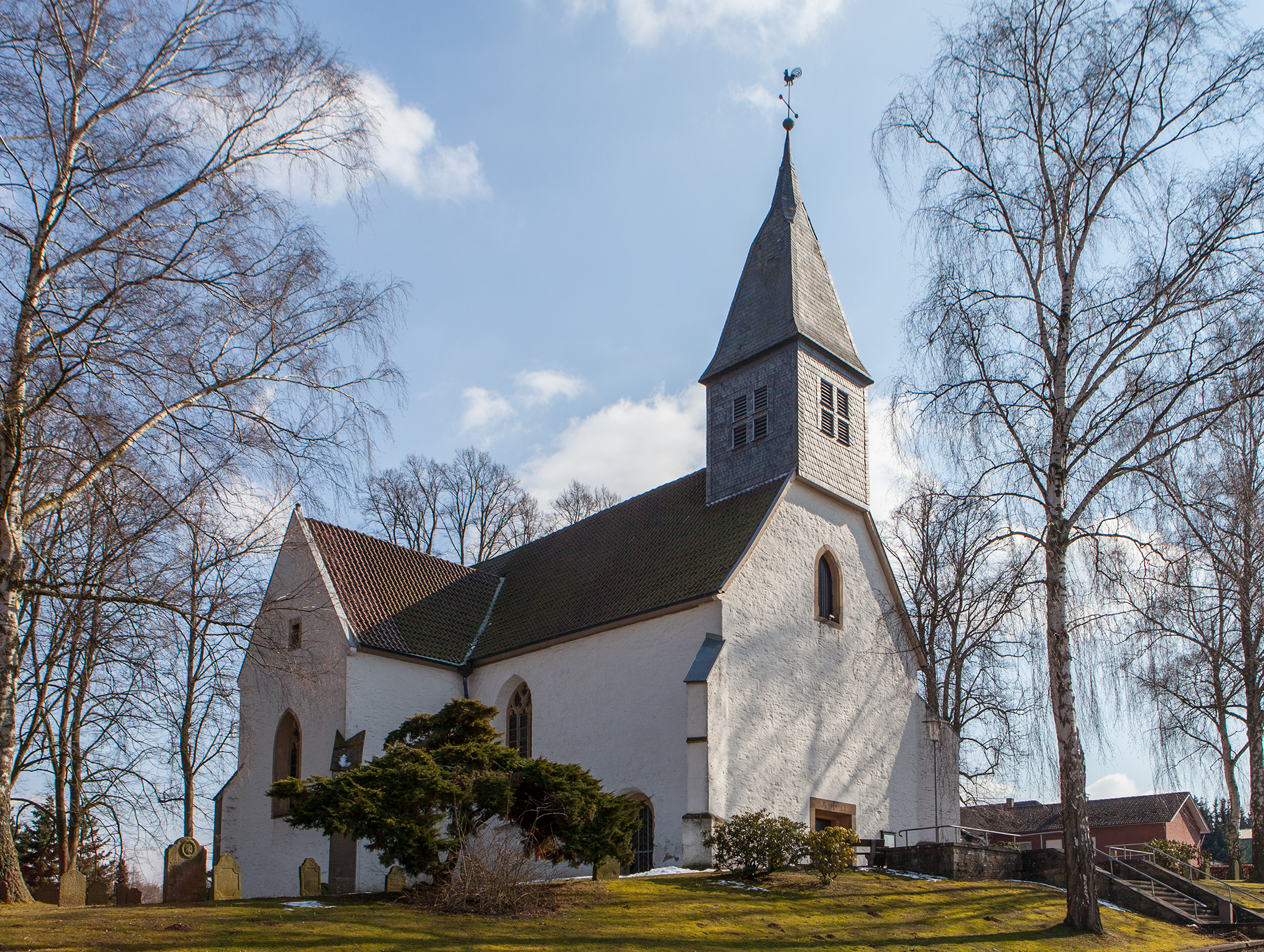
Die Kirche zu Valdorf von Nordwesten

Die Kirche zu Valdorf gehört zur evangelisch-Lutherischen Gemeinde von Valdorf im Kreis Herford. Sie ist neben der ehemaligen Klosterkirche St. Stephan des vormaligen Zisterzienserinnenklosters Segenstal der älteste Sakralbau Vlothos.

## Geschichte
Die früheste urkundliche Erwähnung der Valdorfer Kirche findet sich in der Gründungsurkunde des Vlothoer Klosters Segenstal im Jahre 1258, die Graf Heinrich von Oldenburg und seine Gemahlin Gräfin Elisabeth ausstellen ließen. Sie ist im Archiv des Klosters Loccum überliefert. Die Urkunde listet die Ausstattung des Klosters auf, darunter „die Kirche in Valdorf mit allem, was zu ihr gehört“ (ecclesiam in Valendorpe, cum omnibus suis attinentiis). Die schließlich errichtete Klosterkirche war den Nonnen vorbehalten, während die Kirche der entstehenden Stadt Vlotho weiterhin die in Valdorf war. Die Gottesdienste hielten dort bis zur Reformation Kleriker des Klosters.
Die Urkunde belegt sicher, dass 1258 in Valdorf bereits ein Sakralbau stand. Von diesem Bau finden sich in der heutigen Kirche noch romanische Baureste in der Nordwand des Langhauses. Es ist aber überliefert, dass zum Zeitpunkt der Stiftung den Gläubigen im Kirchspiel Valdorf nur die damalige Kirche zu Wehrendorf zur Verfügung stand. Durch die Stiftung wurde der Kirchenstandort im Kirchspiel zentralisiert. Die Pfarrer wohnten weiterhin im etwa fünf Kilometer entfernten Pfarrhaus in Wehrendorf.
Steinmetzzeichen im nördlichen Querhaus lassen darauf schließen, dass in den Jahren 1250–1270 rege Bautätigkeit in der Kirche stattfand, die offenbar im Zusammenhang mit der Schenkung Graf Heinrichs steht. Von diesen Baumaßnahmen haben sich das kreuzrippengewölbte nördliche Querhaus sowie die nördlichen Teile des Chors erhalten. Eine frühgotische Saalkirche war entstanden. Über das Gewölbe dieses Baus des 13. Jahrhunderts ist nichts bekannt.
Um 1500 wurde die Kirche nach Süden erweitert und etwa drei Meter höher als der Vorgängerbau ausgeführt. Im Dreißigjährigen Krieg wurde die Kirche 1638 während der Schlacht bei Vlotho, auch „Schlacht von Valdorf“ genannt, schwer beschädigt und das spätgotische Gewölbe des Langhauses stürzte teilweise ein. Beim Wiederaufbau verzichtete man auf eine Erneuerung des Gewölbes und zog eine flache Balkendecke ein. 1839 wurde ein südliches Querhaus angebaut sowie Kirchturm und Dach grundlegend erneuert. Im neuen Querhaus wurde das alte gotische Maßwerkfenster wieder eingebaut.

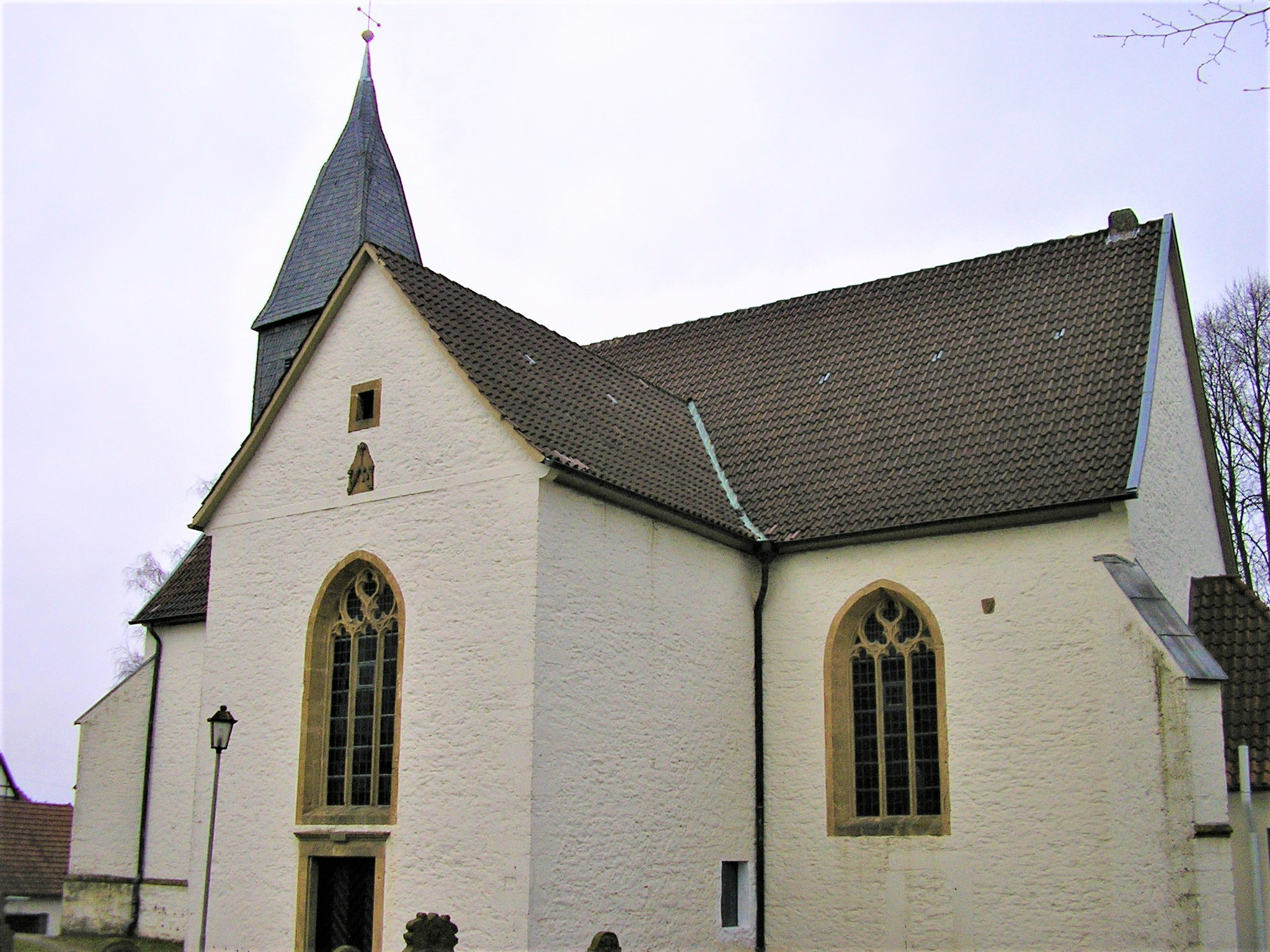
Die Kirche von Südosten

Im Jahr 1845 erhielt die Valdorfer Kirche eine neue Orgel. Um 1900 schließlich entwickelten sich Planungen für eine erhebliche Erweiterung der Kirche („Valdorfer Dom“), die jedoch durch die Ereignisse des Ersten Weltkrieges beendet wurden. In den Jahren 2006/07 erfolgte eine grundlegende Sanierung und Neugestaltung des Innenraums.
Von der Erweckungsbewegung des 19. Jahrhunderts wurde auch Valdorf erfasst. Herausragende Persönlichkeit in dieser Zeit in der Gemeinde war der bedeutende Theologe Karl Kuhlo, der 1851 als Pfarrer nach Valdorf kam. Sein Neffe war der bekannte „Posaunengeneral“ Johannes Kuhlo. 1868 folgte er einem Ruf nach Berlin. Sein ebenso bedeutender Nachfolger war Eberhard Delius (1868–1897 in Valdorf), der später als Superintendent der Synode Vlotho wirkte. Zu seinem Lebenswerk zählt u. a. die Gründung des Alten- und Altenpflegeheim Simeonsstift bei der Valdorfer Kirche. Es steht heute unter Trägerschaft des Johanneswerkes, Bielefeld. An ihn erinnert neben einem Gedenkstein im benachbarten Wehrendorf (damals befand sich dort das Pfarrhaus) sein Grabstein auf dem Valdorfer Friedhof.

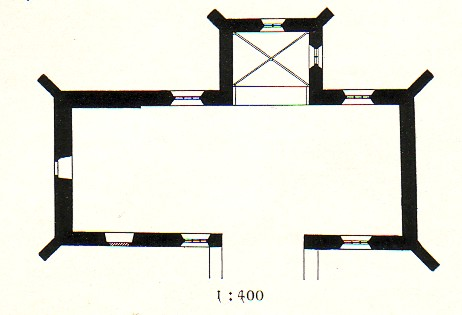
Grundriss der gotischen Bauteile der Kirche 1908
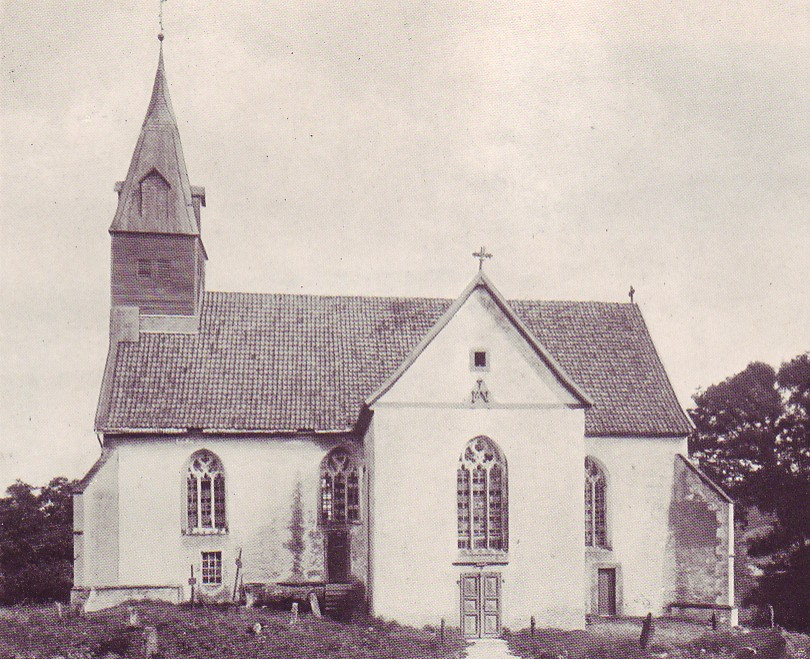
Von Süden 1903
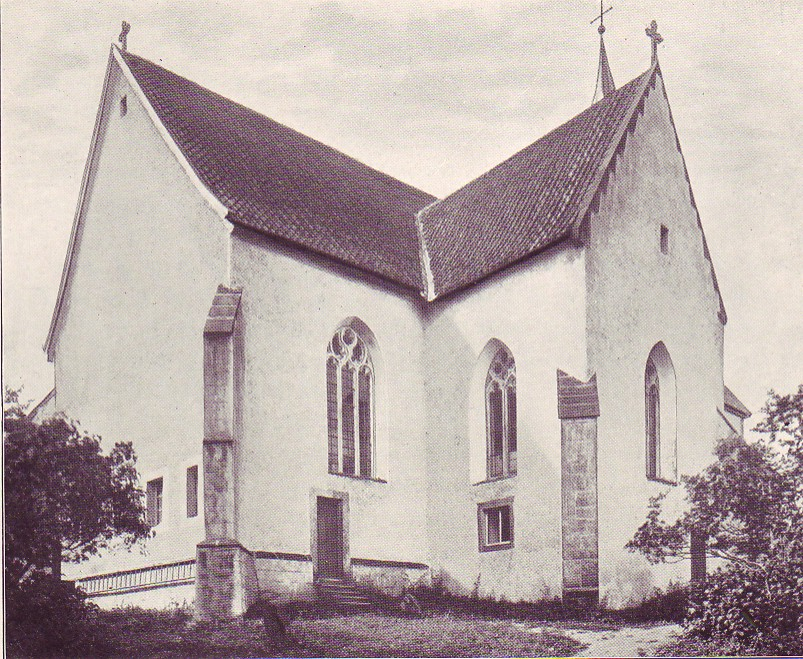
Von Nordosten 1903

## Orgel
Die Orgel der Valdorfer Kirche ist eine Steinmann-Orgel. Sie wurde 1964 gebaut.

Disposition bis Oktober 2020:
| I Rückpositiv C–f |           |        |
| 1.                | Gedackt   | 8′     |
| 2.                | Rohrflöte | 4′     |
| 3.                | Prinzipal | 2′     |
| 4.                | Quinte    | 1 2⁄3′ |
| 5.                | Cimbel    | 2fach  |
| 6.                | Regal     | 8′     |

| II Hauptwerk C–f |           |         |
| 7.               | Prinzipal | 8′      |
| 8.               | Rohrflöte | 8′      |
| 9.               | Oktave    | 4′      |
| 10.              | Gemshorn  | 4′      |
| 11.              | Waldflöte | 2′      |
| 12.              | Nasat     | 2 ⁄3′   |
| 13.              | Trompete  | 8′      |
| 14.              | Mixtur    | 4–6fach |

| Pedalwerk C–f |           |     |
| 15.           | Subbass   | 16′ |
| 16.           | Prinzipal | 8′  |
| 17.           | Oktave    | 4′  |
| 18.           | Nachthorn | 2′  |
| 19.           | Fagott    | 16′ |

Die Orgel wurde im November 2020 durch Orgelbauer Matthias Johannmeier generalsaniert. Dabei wurde unter anderem auch die Disposition verändert.
Neue Disposition ab Dezember 2020:
| I Rückpositiv C–f |             |       |
| 1.                | Gedackt     | 8′    |
| 2.                | Rohrflöte   | 4′    |
| 3.                | Praestant   | 4′    |
| 4.                | Prinzipal   | 2′    |
| 5.                | Sesquialter | 2fach |
| 6.                | Regal       | 8′    |

| II Hauptwerk C–f |            |       |
| 7.               | Prinzipal  | 8′    |
| 8.               | Rohrflöte  | 8′    |
| 9.               | Salizional | 8′    |
| 10.              | Oktave     | 4′    |
| 11.              | Gemshorn   | 4′    |
| 12.              | Waldflöte  | 2′    |
| 13.              | Trompete   | 8′    |
| 14.              | Mixtur     | 4fach |

| Pedalwerk C–f |             |     |
| 15.           | Subbass     | 16′ |
| 16.           | Prinzipal   | 8′  |
| 17.           | Gedecktbass | 8′  |
| 18.           | Oktave      | 4′  |
| 19.           | Fagott      | 16′ |

Winddruck:
- Rückpositiv: 50 mm
- Hauptwerk: 55 mm
- Pedal: 60 mm

## Glocken
Die Valdorfer Kirche besitzt zwei Glocken.
- Glocke 1 – Sie ist die Nachfolgerin der im Ersten Weltkrieg eingezogenen Glocke, die ursprünglich 1514 gegossen wurde. Diese musste mehrfach (1837 und ungefähr 1853) umgegossen werden.  1924 wurde sie durch eine Stahlglocke im Gewicht von etwa 1200 kg ersetzt mit dem Schlagton e′.
- Glocke 2 – Diese spätmittelalterliche Glocke im Gewicht von etwa 400 kg wurde 1514 gegossen und entging der Metallsammlung wegen ihres hohen Alters. Aus dem gleichen Grund entging sie vorerst der Verhüttung im Zweiten Weltkrieg und kehrte nach Kriegsende nach Valdorf zurück und hat den Schlagton g′.[2]